# Пак, Викентий Данилович
Вике́нтий Дани́лович Па́к (род. 7 августа 1929, село Красный Перевал, ныне Вяземского района Хабаровского края) — профессор, заслуженный работник высшей школы, доктор химических наук, автор многочисленных научных трудов.

## Биография

### Происхождение
Семья Пак переселилась из Кореи в Приморский край Российской империи до Октябрьской революции 1917 года. Родители были малограмотными, занимались земледелием.
В 1929 году они вступили в колхоз «Авангард» Вяземского района Хабаровского края, в том же году в семье Пак родился третий ребёнок, которого назвали Викентием. По документальным подтверждениям датой рождения Викентия Даниловича считают 7 августа, но со слов самого учёного фактическим днём его рождения является 16 августа.
В 1937 году, во время «Большого террора», семьи корейцев Пак погрузили в теплушки и повезли в неизвестном направлении. Всех корейцев перевезли в Казахстан.

### Становление в науке
В 1949 году Викентий Данилович Пак закончил школу и переехал в Караганду, где два года работал в школе № 14 учителем начальных классов. В 1951 году переехал в город Молотов (сейчас город Пермь) и поступил на естественный факультет Молотовского педагогического института (сейчас Пермский государственный педагогический университет). В годы учёбы становится членом комитета ВЛКСМ института. Учась в институте Викентий Данилович увлёкся научными исследованиями. Первой научной публикацией была статья о школьном инкубаторе в журнале «Естествознание в школе» (в соавторстве с профессором А. М. Болотниковым).
После окончания института старательного и добросовестного студента оставили работать ассистентом при кабинете методики преподавания химии. Затем Викентий Данилович два года (1956—1958 гг.) преподавал химию и биологию в средней школе № 77.
В 1958 году Викентий Данилович поступает в аспирантуру к профессору Николаю Семёновичу Козлову на кафедру общей химии Пермского сельскохозяйственного института имени академика Д. Н. Прянишникова (ПСХИ)
В 1961 году — преподаватель химии в Молотовском педагогическом институте (сейчас Пермский государственный педагогический университет)
В 1963 году защитил диссертацию на соискание учёной степени кандидата химических наук по теме «Каталитический синтез производных эфиров n-аминобензойной кислоты».
В 1972—1984 годах Викентий Данилович Пак возглавлял кафедру общей химии ПСХИ, а в 1996 году защитил докторскую диссертацию по теме «Реакция оснований Шиффа с протоноподвижными, гидроподвижными и некоторыми электрофильными реагентами». За годы научной работы В. Д. Паком подготовлены 247 научных работ, в том числе две монографии, пять учебно-методических пособий, 27 патентов и авторских свидетельств, 50 докладов на конференциях, 166 научных статей. Являясь талантливым учёным, он сумел подготовить 11 кандидатов наук. За годы научной карьеры он был участником 12 всесоюзных, четырёх международных конференций и симпозиумов. Участвовал в работе XIX Конгресса по молекулярной спектроскопии.

### Семья
В 1969 году вступил в брак с Фавзией Сунгатовной (23 июля 1945). В браке родилось двое детей: Виктор (1969—2006) — врач-стоматолог, Ирина (р. 1971) — врач-дерматовенеролог.

## Научные труды

### Монографии
- Пак В. Д. Принципы жёсткости и мягкости кислот и оснований (ЖМКО) в преподавании органической химии в ВУЗах и средних школах / Пермский сельскохозяйственный институт. — Пермь, 1994. — 65 с. — Деп. В НИИ высшего образования 625-91.
- Пак В. Д., Быков Я. В. Химия амбидентных соединений / М-во с.-х. РФ ФГОУ ВПО «Пермская ГСХА» — Пермь: Изд-во ФГОУ ВПО «Пермская ГСХА», 2009. — 128 с.

### Статьи
1960
- Козлов Н. С. Каталитическая конденсация Шиффовых оснований из эфиров n-аминобензойной кислоты и ароматических альдегидов с ароматическими кетонами / Н. С. Козлов, В. Д. Пак // Журнал общей химии, 1960 г., Т. 30, Выпуск 7. — с. 2400—2402.

1961
- Козлов Н. С. Каталитическая конденсация Шиффовых оснований из эфиров n-аминобензойной кислоты и ароматических альдегидов с жирноароматическими кетонами / Н. С. Козлов, В. Д. Пак // Журнал общей химии, 1961 г., Т. 31, Выпуск 2. — с. 497—499.

1962
- Козлов Н. С. Каталитическая конденсация Шиффовых оснований из эфиров n-аминобензойной кислоты с жирноароматическими кетонами / Н. С. Козлов, В. Д. Пак // Известия высших учебных заведений. Серия «Химия и химическая технология», 1962 г., Т. 5, Выпуск 3. — с. 442—444.
- Пак В. Д. Каталитический синтез производных n-аминобензойной кислоты / В. Д. Пак // Труды Пермского СХИ, 1962 г., Т. 18. — с. 217.
- Козлов Н. С. Синтез β-ариламинокетонов и их гидраминное расщепление / Н. С. Козлов, В. Д. Пак // Журнал общей химии, 1962 г., Т. 32, Выпуск 10. — с. 3386—3390.

1964
- Козлов Н. С. О механизме конденсации оснований Шиффа с жирноароматическими кетонами и о химической активности азометиновой связи / Н. С. Козлов, В. Д. Пак // Каталитический синтез органических азотистых соединений: Сборник научных трудов / Пермский СХИ, 1964 г., Сборник 1 — с. 29—35.
- Козлов Н. С. Каталитический синтез нитропроизводных бэта-ариламинокегонов / Н. С. Козлов, В. Д. Пак, А. Д. Николаев // Каталитический синтез органических азотистых соединений: Сборник научных трудов / Пермский СХИ, 1965 г., Сборник 2. — с. 69—71.

1967
- Козлов Н. С. Каталитический синтез кумаринпроизводных бетаариламинокетонов / Н. С. Козлов, Н. Д. Зуева, В. Д. Пак // Каталитический синтез органических азотистых соединений: Сборник научных трудов / Пермский СХИ, 1967 г., Сборник 3. — с. 23—28.
- Козлов Н. С. Синтез производных фенилина / Н. С. Козлов, В. Д. Пак, А. Д. Николаев, З. З. Нугуманов // Каталитический синтез органических азотистых соединений: Сборник научных трудов / Пермский СХИ, 1967 г., Сборник 3. — с. 29—37.
- Козлов Н. С. О реакции конденсации оснований Шиффа с окисью мезитила / Н. С. Козлов, Н. Д. Зуева, В. Д. Пак // Каталитический синтез органических азотистых соединений: Сборник научных трудов / Пермский СХИ, 1967 г., Сборник 3. — с. 70.
- Козлов Н. С. Каталитический синтез 4—кумарил-5,6-бензохинолинов / Н. С. Козлов, Н. Д. Зуева, В. Д. Пак // Каталитический синтез органических азотистых соединений: Сборник научных трудов / Пермский СХИ, 1967 г., Сборник 3. — с. 78—81.
- Козлов Н. С. Каталитический синтез аминофосфоновых эфиров /Н. С. Козлов, В. Д. Пак, И. Н. Левашов // Известия АН БССР. Серия химических наук, 1967 г., № 5. — с. 95—98.

1968
- Козлов Н. С. Каталитическая конденсация Шиффовых оснований с ди-изопропилфосфитом / Н. С. Козлов, В. Д. Пак, И. Н. Левашов // Известия АН БССР. Серия химических наук, 1968 г., № 2. — с. 109—111.
- Козлов Н. С. Получение аминофосфиновых эфиров и изучение их устойчивости в щелочной среде / Н. С. Козлов, В. Д. Пак, Е. С. Елин // Известия АН БССР. Серия химических наук, 1968 г., № 3. — с. 113—116.
- Козлов Н. С. К вопросу об образовании халконов в реакциях конденсации оснований Шиффа с ацетофеноном и его производными / Н. С. Козлов, В. Д. Пак, А. Д. Николаев // Известия АН БССР. Серия химических наук, 1967 г., № 4. — с. 111—114.
- Козлов, Н. С. О взаимодействии оснований Шиффа с бензальацетоном / Н. С. Козлов, В. Д. Пак, А. Д. Николаев // Журнал органической химии, 1968 г., Т. 4, Выпуск 10. — С. 1842—1846.

1969
- Козлов Н. С. Взаимодействие ароматических оснований Шиффа с тринитрометаном / Н. С. Козлов, В. Д. Пак, М. М. Лукьянова // Известия АН БССР. Серия химических наук, 1969 г., № 5. — с. 92—95.
- Козлов Н. С. О взаимодействии ароматических азометинов с фенилизотиоцианатом / Н. С. Козлов, В. Д. Пак, Н. А. Иванов, Г. Н. Калугин // Журнал органической химии, 1969 г., Т. 39, Выпуск 11. — с. 2407—2410.
- Козлов Н. С. Синтез фосфорорганических соединений на основе азометинов. Ш. Получение дифениловых эфиров аминофосфоновых кислот / Н. С. Козлов, В. Д. Пак, Е. С. Елин // Журнал органической химии, 1969 г., Т. 39, Выпуск 11. — с. 2404—2410.
- Козлов Н. С. Синтез фосфорорганических соединений на основе азометинов, l\/. Взаимодействие оснований Шиффа с дифенилфосфитом /Н. С. Козлов, В. Д. Пак, В. Г. Порошина‚ З. А. Абрамова // Журнал органической химии, 1969 г., Т. 39, Выпуск 11. — с. 2404—2406.
- Козлов Н. С. Синтез фосфорорганических соединений на основе азометинов. Получение аминофосфоновых эфиров и их кислотное расщепление / Н. С. Козлов, В. Д. Пак, Е. С. Елин // Известия АН БССР. Серия химических наук, 1969 г., № 6. — с. 78—82.

1970
- Козлов Н. С. Каталитический синтез ароматических оснований Шиффа / Н. С. Козлов, В. Д. Пак, Л. В. Чуклинов // Журнал органической химии, 1970 г., Т. 40, Выпуск 1. — с. 194—195.
- Козлов Н. С. Взаимодействие Шиффовых оснований с индандионом-1‚3 / Н. С. Козлов, В. Д. Пак, 3. 3. Нугуманов // Химия гетероциклических соединений, 1970 г., № 2. — с. 194—196.
- Козлов Н. С. Получение аминофосфоновых эфиров и их кислотное расщепление / Н. С. Козлов, В. Д. Пак, Е. С. Елин // Известия АН БССР. Серия химических наук, 1970 г., № 2. — с. 87—90.
- Козлов Н. С. О некоторых свойствах дифениловых эфиров N—арилзамещённых аминофосфоновых кислот / Н. С. Козлов, В. Д. Пак, Е. С. Елин // Известия АН БССР. Серия химических наук, 1970 г., № 2. — с. 102—104.
- Козлов Н. С. Кинетика и механизм реакции Шиффовых оснований с диэтилфосфитом / Н. С. Козлов, В. Д. Пак, И. Н. Левашов // Доклады АН БССР. Серия химических наук, 1970 г., Т. 14, № 2. — с. 243—246.
- Козлов Н. С. Синтез фосфорорганических соединений на основе азометинов. Хl. Изучение реакции Шиффовых оснований ‹: фенилфосфатом / Н. С. Козлов, В. Д. Пак, В. Г. Гамалей // Журнал общей химии, 1970 г., Т. 40, Выпуск 3. — с. 1217—1220.
- Козлов Н. С., Каталитическая конденсация ароматических Шиффовых оснований с ацетилхумарином / Н. С. Козлов, В. Д. Пак, Н. Д. Зуева // Известия высших учебных заведений. Серия «Химия и химическая технология», 1970 г., Т. 13, Выпуск 4. — с. 544—547.
- Козлов Н. С. О реакции апкилиден- и арилиденантраниловых кислот с фенилизотиоцианатом / Н. С. Козлов, В. Д. Пак, Н. А. Иванов // Журнал органической химии, 1970 г., Т. 6, Выпуск 9. — с. 1867—1870.
- Козлов Н. С. Комплексы ароматических азометинов с дихлорангидридом изоцианатофосфорной кислоты / Н. С. Козлов, В. Д. Пак, Н. А. Иванов // Журнал органической химии, 1970 г., Т. 6, Выпуск 12 — с. 2631.
- Козлов Н. С. Синтез физиологически активных веществ на основе азометинов / Н. С. Козлов, В. Д. Пак, З. А. Абрамова, А. Д. Николаев // Каталитический синтез органических азотистых соединений: Пермский СХИ, 1970 г., Сборник 4. — с. 3—9.
- Пак В. Д. Синтез фосфорорганических соединений на основе азометинов. Хl. Синтез и изучение некоторых свойств втор.—бутиловых эфиров аминофосфоновых кислот / В. Д. Пак, Е. С. Елин // Каталитический синтез органических азотистых соединений: Сборник научных трудов / Пермский СХИ, 1970 г., Сборник 4. — с. 10 713.
- Пак В. Д. Синтез фосфорорганических соединений на основе азометинов. Х, Получение и свойства диалкиловых эфиров аминофосфоновых кислот / В. Д. Пак, Е. С. Елин // Каталитический синтез органических азотистых соединений: Сборник научных трудов / Пермский СХИ, 1970 г., Сборник 4 — с. 14—18.
- Козлов Н. С. Синтез фосфорорганических соединений на основе азометинов. Хl\/.—О механизме реакции совместной конденсации ароматических аминов и альдегидов с диалкилфосфитами / Н. С. Козлов, В. Д. Пак, Е. С. Елин // Каталитический синтез органических азотистых соединений: Сборник научных трудов / Пермский СХИ, 1970 г., Сборник 4. — с. 19—23.
- Левашов И. Н. Синтез фосфорорганических соединений на основе азометинов. Сообщ. Хl\/ 06 активности некоторых Шиффовых оснований в реакции с диметилфосфитом / И. Н. Левашов, В. Д. Пак // Каталитический синтез органических азотистых соединений: Сборник научных трудов / Пермский СХИ., 1970 г., Сборник 4. — с. 24—27.
- Пак В. Д. Синтез фосфорорганических соединений на основе азометинов Сообщ. Хll. Получение и свойства п-нитрофенилфосфитов азометинов / В. Д. Пак, В. Г. Гамалей, З. А. Абрамова // Каталитический синтез органических азотистых соединений: Сборник научных трудов / Пермский СХИ, 1970 г., Сборник 4. — с. 28—33.
- Козлов Н. С. Синтез фосфорорганических соединений на основе азометинов. \/ll. О новых катализаторах в реакции присоединения диал—килфосфитов к основаниям Шиффа / Н. С. Козлов, В. Д. Пак, Е. С. Елин // Каталитический синтез органических азотистых соединений: Сборник научных трудов / Пермский СХИ, 1970 г., Сборник 4. — с. 34—38.
- Козлов Н. С. О реакции арилиденалкиламинов с тринитрометаном / Н. С. Козлов, В. Д. Пак, М. М. Лукьянова // Каталитический синтез органических азотистых соединений: Сборник научных трудов / Пермский СХИ, 1970 г., Сборник 4 — с. 39—43.
- Козлов Н. С. Полярографическое определение некоторых жир› нозрвматических азометинов и комплексов из Шиффовых оснований и нитроформа / Н. С. Козлов, В. Д. Пак, М. М. Лукьянова // Каталитический синтез органических азотистых соединений: Сборник научных трудов / Пермский СХИ, 1970 г., Сборник 4. — с. 44—47
- Козлов Н. С. Получение и спектральное исследование некоторых комплексов азометина с нитроформом / Н. С. Козлов, В. Д. Пак М. М. Лукьянова // Каталитический синтез органических азотистых соединений: Сборник научных трудов /Пермский СХИ., 1970 г., Сборник 4. с. 48−54.
- Пак В. Д. О реакции ароматических азометинов с динитрофенолами / В. Д. Пак, Л. Л. Срибная, З. А. Абрамова // Каталитический синтез органических азотистых соединений: Сборник научных трудов / Пермский СХИ., 1970 г., Сборник 4. — с. 55—56.

### Доклады на конференциях
1966
- Пак В. Д. Каталитическая конденсация оснований Шиффа с бензальацетоном / В. Д. Пак // Тр. научной Конф. / Пермский СХИ.- Пермь, 1966 г., Т. 35. — с. 117.

1967
- Пак В. Д. Синтез новых физиологически активных органических соединений / В. Д. Пак // Региональная научн.-техн. конф. / Пермское областное правление ВХо им. Д. И. Менделеева. - Пермь, 1967 г.